# Юрмитське
Юрми́тське (рос. Юрмытское) — село у складі Пишминського міського округу Свердловської області.
Населення — 162 особи (2010, 208 у 2002).
Національний склад станом на 2002 рік: росіяни — 93 %.